# Būthalja
Būthalja (in arabo بوثلجة‎?, traslitterato anche come Bouteldja) è la cittadina, capoluogo dell'omonima circoscrizione (in arabo دائرة‎?, dāʾira) della provincia (in arabo ولاية‎?, wilāya) di El Tarf (in arabo الطارف ‎?, al-Tārif), da cui dista appena 12 km.
È il luogo natale dell'ex presidente della Repubblica algerina, Chadli Bendjedid.